# 紅頭五月茶
紅頭五月茶，又名蘭嶼枯里珍，为大戟科五月茶属的物种，原生於蘭嶼（舊名紅頭嶼）、呂宋、薩馬島與棉兰老岛。

## 扩展阅读
- 維基物種上的相關：紅頭五月茶